# Amietophrynus kerinyagae
Amietophrynus kerinyagae е вид жаба от семейство Крастави жаби (Bufonidae). Видът е незастрашен от изчезване.

## Разпространение
Разпространен е в Етиопия, Кения, Танзания и Уганда.